# الردود الدولية على ثورة 25 يناير

## ردود الفعل الدولية على اندلاعثورة 25 يناير

### منظمات دولية
- الاتحاد الأوروبي- دعا رئيس مجلس الاتحاد الأوروبي هيرمان فان رومبوي إلى إنهاء العنف في مصر وإطلاق سراح المعتقلين السياسيين، و«من فرضت عليهم الإقامة الجبرية لأسباب سياسية ومنهم شخصيات سياسية، وبدء عملية الإصلاح الضرورية».[1] كما قالت وزيرة خارجية الاتحاد الأوروبي كاثرين آشتون إن «الاستخدام المتواصل للقوة ضد المتظاهرين أمر مقلق للغاية».[2]
- جامعة الدول العربية- دعا الأمين العام للجامعة العربية عمرو موسى يوم السبت 29 يناير إلى تحرك سريع لاحتواء الوضع المتفجر في مصر عبر إصلاح سريع يستجيب بصورة جادة لمطالب الشعب.[3]
- الاتحاد الإفريقي- في العاصمة الأثيوبية أديس أبابا، أعرب الاتحاد الإفريقي عن قلقه من الوضع الاضطراب السياسي في مصر. وقال جين بينج رئيس مفوضية الاتحاد في مؤتمر صحفي «تمر مصر بوضع نحتاج لمراقبته، إنه وضع مقلق».واضاف بينج «بعد الذي حدث في تونس، نحن نراقب الأحداث في الأماكن الأخرى ونحن قلقون».[4]
- صندوق النقد الدولي- أعلن صندوق النقد الدولي يوم الثلاثاء الأول من فبراير عبى لسان مديره دومينيك شتراوس خان أن الصندوق على استعداد تام لمساعدة الحكومة المصرية في إعادة بناء اقتصادها الذي مزقته الاحتجاجات الدائرة في البلاد، كما أكد خان على ضرورة عمل الحكومة بجد لمكافحة البطالة وتحقيق العدالة الاجتماعية ولا سيما تحقيق سبل العدالة في الأجور وعلى بات عليها «مواجهة حربا أهلية غير محمودة العواقب».[5]

### الولايات المتحدة

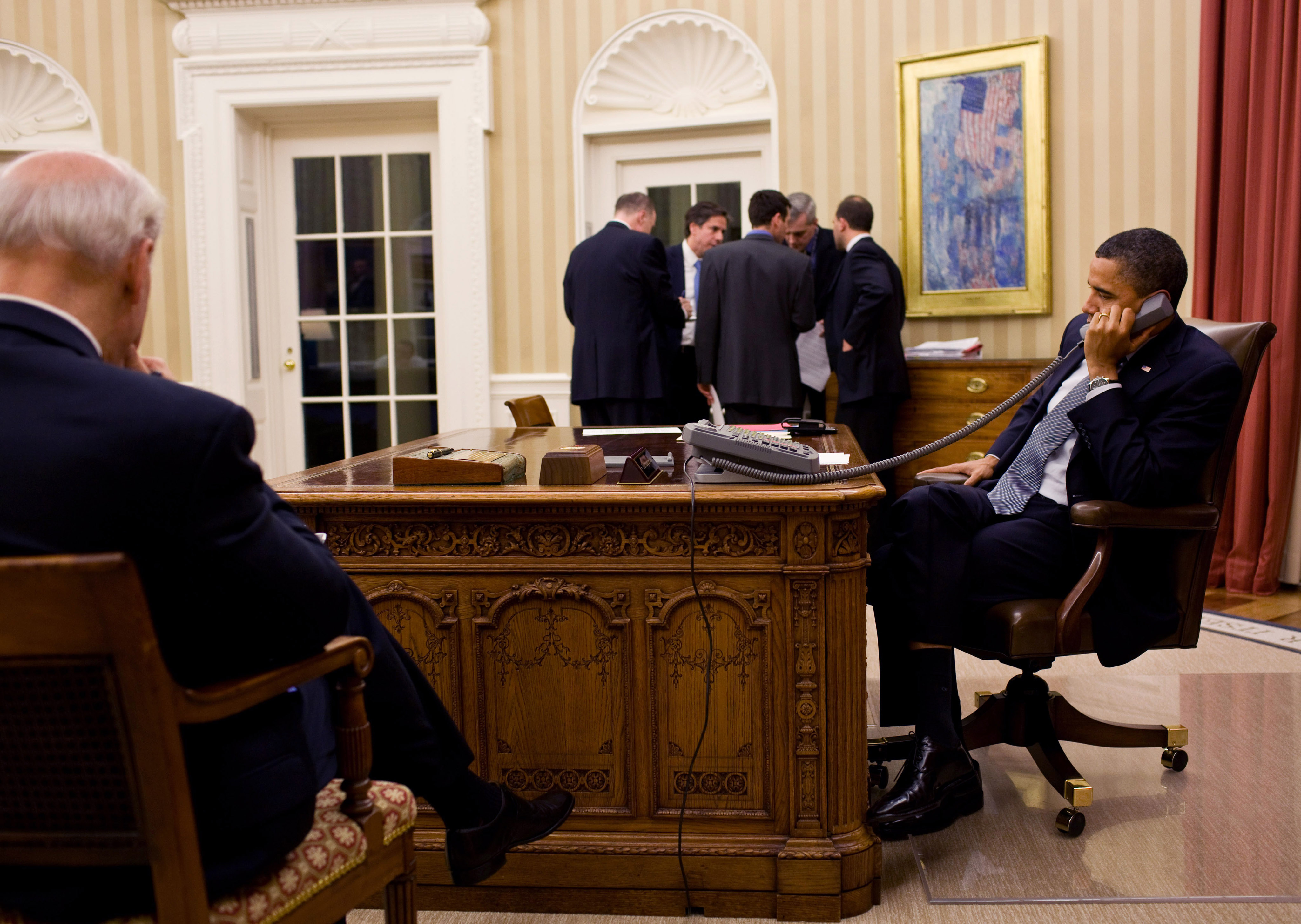
الرئيس الأميركي باراك أوباما يهاتف الرئيس المصري حسني مبارك بشأن الاحتجاجات الشعبية.

- الولايات المتحدة- قالت وزيرة خارجية هيلاري كلينتون أن حكومة مصر «مستقرة» رغم الاحتجاجات.[9] الرئيس الأمريكي باراك أوباما يعلق علي الموقف في مصر يطلب فيه من النظام المصري ترك الفرصة لحرية التعبير وحق التظاهر في مصر وفي نفس الوقت لم يهاجم النظام الحاكم بشكل مباشر حيث أنه دعا الي إصلاحات من خلال النظام[10][11]
- في أول رد فعل على تعيين اللواء عمر سليمان نائبا للرئيس وتسمية رئيس وزراء جديد لمصر أعلنت الولايات المتحدة إن تغيير الأشخاص غير كاف وأكدت على الحاجة إلى إجراء تغيير سياسي «حقيقي» وهددت بإعادة النظر بالمعونات المالية الكبيرة التي تقدمها لمصر.[12]
- بنهاية اليوم الخامس أعلن البيت الأبيض أن الرئيس الأمريكي باراك اوباما يؤيد انتقال السلطة بشكل منظم في مصر إلى حكومة تلبي طموحات الشعب المصري[13]
- قامت وزيرة الخارجية الأمريكية ـ في خطوة غير مسبوقة ـ بالظهور في 5 مقابلات متتالية في برامج تليفزيونية صباحية الواحدة تلو الأخرى للتعليق على الوضع في مصر. وقد سئلت مرارا وتكرار أن تعلن عن تأييدها أو معارضتها للرئيس المصري، إلا أنها تحاشت تماما الإجابة وأكدت أن «الولايات المتحدة في صف الشعب المصري ونريد مصر ديمقراطية تحترم حقوق شعبها».[14]
- رئيس لجنة العلاقات الخارجية في مجلس الشيوخ الأمريكي جون كيري إن على الرئيس مبارك أن يدرك إن استقرار مصر يتوقف على تنازله عن الحكم لمصلحة نظام سياسي جديد. ودعا كيري الرئيس المصري إلى الإعلان صراحة عدم نيته الترشح أو ترشيح ابنه للانتخابات الرئاسية وإخراج عائلته من المعادلة السياسية. وناشد كيري البيت الأبيض والكونغرس إعادة النظر في نوع المساعدات التي تقدمها واشنطن لمصر.[15]
- أعلن البيت الأبيض الأمريكي أن مبعوث اوباما «فرانك ويسنر» حث مبارك على التحضير لانتقال منظم للسلطة وقال له إن واشنطن ترى أن رئاسته قد انتهت.[16]
- بنهاية اليوم الثامن قال الرئيس الأمريكي باراك اوباما ان انتقالا منظما للسلطة «يتعين أن يبدأ الآن».[17]
- روبرت جيبس - المتحدث باسم البيت الأبيض: التغيير يجب أن يبدأ الآن وهذه الرسالة نقلها اوباما لمبارك خلال اتصالهما الامس بصراحة وصدق. يجب أن يبدأ التغيير والانتقال الآن.[18]
- السناتور الأمريكي جون ماكين دعا الرئيس المصري حسني مبارك إلى التنحي واعلن متحدث باسم الخارجية الأميركية ان وزيرة الخارجية هيلاري كلينتون طالبت عمر سليمان بإجراء تحقيق حول أعمال العنف التي شهدها ميدان التحرير.[19]

### الدول العربية
أبدت بعض الزعامات العربية تضامنها مع الرئيس المصري حسني مبارك، في حين تضامن الشعوب العربية والمصريون بالخارج مع المتظاهرون. فقد شهدت بعض الدول العربية مظاهرات تضأمنية مع الشعب المصري مثل اليمن والأردن وموريتانيا وتونس مرددين هتافات منها «ارحل ارحل يا مبارك»، و«يا مبارك بن علي في انتظارك». كما تظاهر العشرات من عرب 48 تأييدا للشعبين المصري والتونسي.
- السعودية- أجرى ملك السعودية عبد الله بن عبد العزيز اتصالا هاتفيا اليوم السبت مع الرئيس المصري أعرب فيه عن مساندته له وانتقد الاحتجاجات الشعبية المستمرة منذ الثلاثاء الماضي، [20] كما أشاد الملك عبد الله بن عبد العزيز بدور الجيش في الانتقال السلمى للسلطة بوم السبت الموافق 12 فبراير
- ليبيا- تلقى الرئيس مبارك مكالمة هاتفية من العقيد الليبي معمر القذافي، أعرب له فيها عن ثقته في «استقرار المجتمع المصري وحفاظه على ما حققه من مكتسبات».[20]
- فلسطين- تلقى مبارك اتصالا من الرئيس الفلسطيني محمود عباس، أكد خلاله «تضامن الشعب الفلسطيني مع مصر قيادة وشعبا في الظرف الراهن بما يطرحه من تحديات».[20]
- سوريا- قال وزير الخارجية السوري وليد المعلم أن سوريا تتمنى الخير للشعب المصري وأن ما يجري بمصر هو شأن داخلي.[22]
- الكويت-اشادت الكويت بدور الجيش في الأنتقال السلمى للسلطة في مصر يوم السبت فبراير

### الدول الأوروبية
- المملكة المتحدة -  فرنسا -  ألمانيا: مكتب رئيس الوزراء البريطاني والرئيس الفرنسي نيكولا ساركوزي والمستشارة الألمانية أنغيلا ميركل يصدرون بيانا مشتركا دعا فيه الرئيس مبارك إلى «إجراء عملية تغيير من خلال حكومة واسعة التمثيل وبانتخابات حرة وأن يتعامل مع الأحداث الحالية باعتدال، والدعوة لتجنب العنف ضد المدنيين العزل مهما كلف الأمر ودعوة المتظاهرين إلي أن يمارسوا حقهم سلميا وضرورة تطبيق الإصلاحات السياسية والاقتصادية والاجتماعية التي وعد بها الرئيس مبارك بالكامل وبسرعة وان تستجيب لتطلعات الشعب المصري».
- إيطاليا- قال وزير الخارجية الإيطالي فرانكو فراتيني إن أي تغيير مفاجئ للحكم في مصر سيحدث فوضى في الشرق الأوسط، معتبرا أن «الاستقرار في مصر جوهري للمتوسط كله».[1]
- المملكة المتحدة- أجرى رئيس الوزراء البريطاني ديفيد كاميرون مكالمة هاتفية مع الرئيس المصري وعبر عن قلقه الشديد لما يجري في مصر، خاصة أعمال العنف التي تقع في الشوارع المصرية.وأكد كاميرون على أن مواجهة الاحتجاجات السلمية بالعنف غير مقبول، وحث مبارك على اتخاذ الإجراءات الكفيلة بتسريع الإصلاحات.[23] وزير الخارجية البريطاني ويليام هيج يدعو الحكومة المصرية إلى ضبط النفس، مضيفا أن على الرئيس المصري «الاستماع بصورة عاجلة» للمتظاهرين.[23]
- روسيا- في موسكو، دعت وزارة الخارجية الروسية السلطات المصرية إلى تأمين «السلم الاجتماعي» وإعادة الاستقرار إلى البلاد[24]

### الشرق الأوسط
- إسرائيل- قال المبعوث السابق الإسرائيلي جدعون بن عامي أن الاحتجاجات في مصر لن تتبع طريق الاحتجاجات في تونس وأن المخابرات والأمن المصري يعرف التعامل بحزم مع أي عمل يهدد وجودها وهي قد بدأت بالفعل بالقيام بذلك.[25] وقال عضو الكنيست بنيامين بن إليعازر انه لن تحدث ثورة في مصر وان كل ما بوسعنا ان نقدمه هو ان نعبر عن دعمنا لمبارك.[26] مع استمرار الاحتجاجات ومرور 6 أيام على بدابتها، أعرب رئيس الوزراء بنيامين نتنياهو عن أمله بألا تترك الاحتجاجات أثراً على معاهدة السلام كما أعرب عن خشيته من تكرار ما حدث بإيران في تلميح إلى الثورة الإسلامية بمصر.[27]
- إيران- دعت إيران المسؤولين المصريين السبت إلى الامتثال لمطالب المتظاهرين «المطالبين بالعدالة» وتجنب أعمال العنف. وقال المتحدث باسم وزارة الخارجية الإيرانية رامين مهمانبرست إن «مظاهرات المصريين هي حركة تطالب بالعدالة». ودعا المتحدث المسؤولين المصريين إلى «تجنب أي قمع عنيف من جانب قوات الأمن والشرطة ضد موجة اليقظة الإسلامية التي اتخذت شكل حركة شعبية في البلاد».[28]

- قال وزير الخارجية الإيراني على أكبر صالحي الثلاثاء إن الانتفاضة التي تشهدها مصر حاليا ضد نظام الرئيس المصري حسني مبارك "سوف تساعد على خلق "شرق أوسط إسلامي"

- تركيا- قال رئيس الحكومة التركية رجب طيب أردوغان إن على الرئيس المصري حسني مبارك ان يستمع إلى مطالب شعبه "دون تردد."وقال اردوغان في خطابه الاسبوعي المتلفز للبرلمان التركي مخاطبا الرئيس المصري: "استمع إلى صراخ شعبك ومطالبه الإنسانية العادلة، واستجب لمطلبه بالحرية دون مواربة واضاف اردوغان ان الحل لكل المشاكل السياسية يكمن في صناديق الاقتراع[30] ووجه أردوغان رسالة ضمنية للرئيس مبارك قائلا "أقول للرئيس مبارك بشكل أخوي إننا بشر وإننا إلى زوال"[31] في إشارة منه إلى ضرورة نزول الرئيس المصري على إرادة الشعب والتنازل سلميا وطواعية عن السلطة.

- وزير الخارجية التركي أحمد داود أوغلو إنه «يؤكد للمرة الثالثة إن مطالب المتظاهرين المصريين مطالب شرعية، لكن يجب أن تكون المظاهرات بعيدة عن العنف، وأن تتعامل السلطات المصرية بعقلانية.» واضاف أن «تركيا لن تبقى صامتة إزاء ما يحدث في مصر، فهي تعطي أهمية كبرى للسلام الداخلي في مصر وللدول الصديقة، وتعرب عن حزنها وأسفها لسقوط قتلى وجرحى في تلك المظاهرات.» وقال داود أوغلو: «إن تركيا انتقدت حينما تدخلت في القضية اللبنانية، وانتقدت أيضا حينما لم تتدخل في القضيتين التونسية والمصرية.»

### دول أخرى

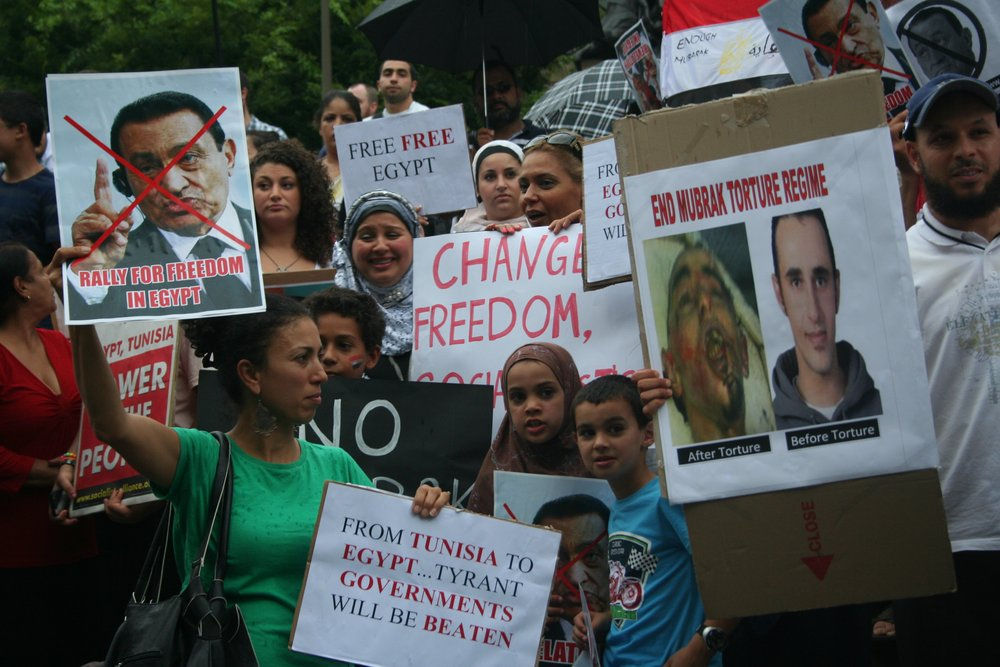
تضامن احتجاجي في ملبورن، أستراليا.

- اليابان- حث رئيس الوزراء الياباني ناوتو كان الرئيس المصري على بدء حوار مع شعبه.[33]
- جزر المالديف- حث رئيس جزر المالديف السيد محمد نشيد الرئيس المصري محمد حسني مبارك على ضرورة التنحي وتجنيب البلاد المزيد من حمامات الدماء.
- ماليزيا- بعد انقضاء الأسبوع الأول من المظاهرات الاحتجاجية، أعلن في العاصمة الماليزية كوالالمبور مع دخول الاحتجاجات يومها السابع تشكيل ائتلاف ماليزي للتضامن مع الشعب المصري لـ«دعم مطالبه العادلة لاستعادة الحرية والديمقراطية من نظام مبارك الديكتاتوري».[34]
- فنزويلا- اتهم الرئيس الفنزويلي هوغو شافيز الولايات المتحدة بأنها لعبت دورا «مخجلا» في الأزمة المصرية، معبرا عن سخريته مما أسماه «السياسة الخارجية الأميركية المتقلبة كالحرباء».

## طالع أيضًا
- الثورات العربية.
- الثورة التونسية.
- ثورة 25 يناير المصرية.
- ثورة 17 فبراير الليبية.
- ثورة الشباب اليمنية.

## وصلات خارجية
- أغلب ملفات الفيديو الخاصة بالثورة
- الجزيرة - مظاهرات مصر تتواصل واعتقال المئات.
- أخبار ياهو - حجب تويتر بعد مظاهرات مصر.
- جريدة الشرق الأوسط - عواصم العالم تراقب المظاهرات المصرية وتدعو لضبط النفس.
- فيديو للمظاهرات المصرية وسط القاهرة.
- مظاهرات مصرية غاضبة في يوم «عيد الشرطة».
- يوم الغضب.....نقلة نوعية في المشهد الاحتجاجي المصري.

- موقع كل صباح الإخباري - المصريون يدعون «أوبرا وينفريا» لتقديم برنامجها من «ميدان التحرير».